# Кужмаринське сільське поселення
Кужмари́нське сільське поселення (рос. Кужмаринское сельское поселение) — муніципальне утворення у складі Совєтського району Марій Ел, Росія. Адміністративний центр — село Кужмара.

## Історія
Станом на 2002 рік існували Кадамська сільська рада (присілки Васлеєво, Верхній Кадам, Кислицино, Кордемтюр, Липовці, Логанер, Малий Кадам, Неділька, Руський Кадам, Середній Кадам, Шанешкіно), Кельмаксолинська сільська рада (присілки Велика Руясола, Воскресенське, Енерсола, Кельмаксола, Лайсола, Мала Руясола, Шудасола, Юледур), Кужмаринська сільська рада (село Кужмара, присілки Алеєво, Великий Шургумал, Йошкаренер, Куберсола, Малий Шургумал, Прокоп'єво, Троїцинський, Шулемучаш, Яштародо) та Шуарсолинська сільська рада (присілки Люперсола, Тошлем, Шуармучаш, Шуарсола).
1 квітня 2009 року були ліквідовані Кадамське сільське поселення (колишня Кадамська сільська рада) та Кельмаксолинське сільське поселення (колишні Кельмаксолинська та Шуарсолинська сільські ради), їхні території увійшли до складу Кужмаринського сільського поселення (колишня Кужмаринська сільська рада).

## Населення
Населення — 3256 осіб (2019, 3748 у 2010, 3817 у 2002).

## Склад
До складу поселення входять такі населені пункти:
| Населений пункт            | Населення, осіб (2002) | Населення, осіб (2010) |
| -------------------------- | ---------------------- | ---------------------- |
| Алеєво, присілок           | 124                    | 117                    |
| Велика Руясола, присілок   | 208                    | 221                    |
| Великий Шургумал, присілок | 39                     | 30                     |
| Васлеєво, присілок         | 69                     | 55                     |
| Верхній Кадам, присілок    | 155                    | 139                    |
| Воскресенське, присілок    | 15                     | 8                      |
| Енерсола, присілок         | 63                     | 62                     |
| Йошкаренер, присілок       | 4                      | 0                      |
| Кельмаксола, присілок      | 318                    | 349                    |
| Кислицино, присілок        | 0                      | 0                      |
| Кордемтюр, присілок        | 158                    | 143                    |
| Куберсола, присілок        | 138                    | 137                    |
| Кужмара, село              | 358                    | 391                    |
| Лайсола, присілок          | 124                    | 119                    |
| Липовці, присілок          | 0                      | 0                      |
| Логанер, присілок          | 15                     | 13                     |
| Люперсола, присілок        | 419                    | 436                    |
| Мала Руясола, присілок     | 9                      | 17                     |
| Малий Кадам, присілок      | 120                    | 98                     |
| Малий Шургумал, присілок   | 33                     | 34                     |
| Неділька, присілок         | 0                      | 0                      |
| Прокоп'єво, присілок       | 83                     | 80                     |
| Руський Кадам, присілок    | 114                    | 97                     |
| Середній Кадам, присілок   | 505                    | 502                    |
| Тошлем, присілок           | 21                     | 9                      |
| Троїцинський, присілок     | 34                     | 36                     |
| Шанешкіно, присілок        | 43                     | 42                     |
| Шуармучаш, присілок        | 62                     | 65                     |
| Шуарсола, присілок         | 275                    | 264                    |
| Шудасола, присілок         | 187                    | 183                    |
| Шулемучаш, присілок        | 10                     | 9                      |
| Юледур, присілок           | 24                     | 21                     |
| Яштародо, присілок         | 90                     | 71                     |